# Danmarks ambassade i Beirut
Danmarks ambassade i Beirut er Danmarks officielle repræsentation i Libanon. Ambassaden blev åbnet i 2005 og er også ansvarlig for Jordan. Ambassadens primære opgaver omfatter at fremme politisk dialog, støtte danske virksomheder på det libanesiske marked og yde konsulær bistand til danske borgere i Libanon. Derudover arbejder ambassaden for at styrke samarbejdet inden for områder som handel, kultur og uddannelse samt at understøtte bæredygtig udvikling og økonomisk vækst i Libanon.

## Historie
Danmark og Libanon har opretholdt diplomatiske forbindelser siden 1946. Gennem årene har de to lande samarbejdet på forskellige områder, herunder kultur og handel. For eksempel blev der i 2012 afholdt en dansk børnefilmfestival i Libanon, hvor seks danske børnefilm blev vist med arabisk tale.

## Angrebet i 2006
I februar 2006 blev Danmarks ambassade i Beirut angrebet som en del af de globale protester mod Jyllands-Postens offentliggørelse af Muhammed-tegningerne. Demonstranter satte ild til ambassaden, hvilket resulterede i betydelige skader på bygningen. Dette angreb var en del af en række voldelige reaktioner mod danske diplomatiske missioner i Mellemøsten på det tidspunkt.

## Eksplosionen i 2020
Eksplosionerne i Beirut i 2020 beskadigede også Danmarks ambassade i Beirut samt boliger tilhørende ambassadens ansatte. Danmarks ambassadør i Libanon, Merete Juhl, bekræftede skaderne og udtrykte dyb medfølelse med ofrene for katastrofen. Ambassaden fortsatte med at fungere trods skaderne og arbejdede på at yde støtte til danske statsborgere i området samt samarbejde med lokale myndigheder for at håndtere situationen.